# Moái
Un moái (del rapanui: moai, ‘escultura’) es una estatua monolítica humanoide típica de la isla polinésica de Pascua. Los moáis son el principal atractivo turístico de la isla y una representación de los antepasados de los habitantes nativos de la isla, los rapanui. 

## Descripción e historia

Mapa que muestra la ubicación de los moáis en la Isla de Pascua.

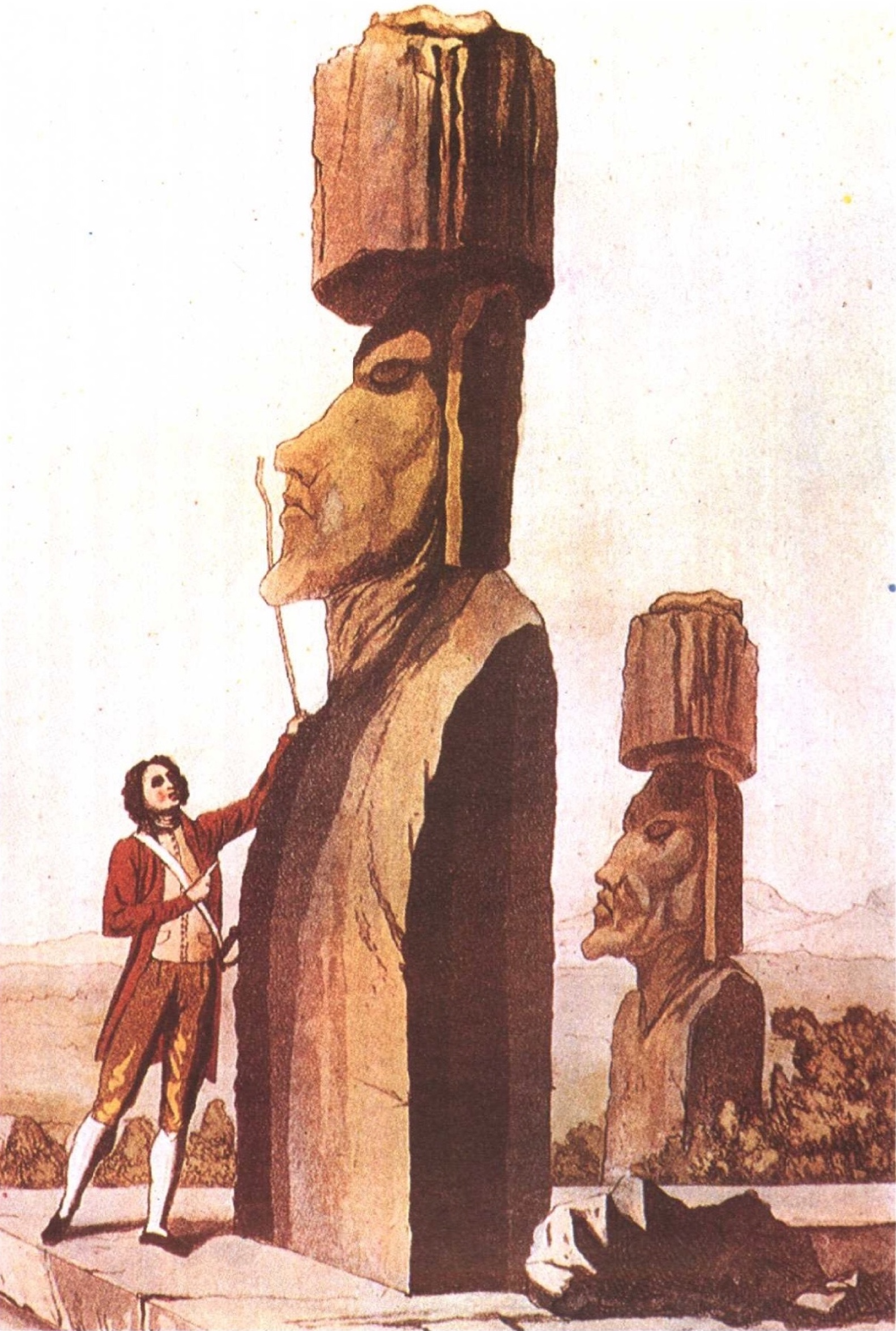
Jakob Roggeveen analizando un moái; grabado del.

Los más de novecientos moáis conocidos esculpidos por los antiguos rapa nui están distribuidos por toda la isla. La mayoría de ellos fueron labrados en toba del cono volcánico Rano Raraku, donde quedan más de  cuatrocientos moái en diferentes fases de construcción. El período histórico de todo el desarrollo de las diversas técnicas constructivas se extendió entre el 700 d. C. y el 1600 d. C. Todo indica que la cantera fue abandonada repentinamente y quedaron estatuas a medio labrar en la roca. 
Prácticamente todos los moái terminados, originalmente situados sobre una plataforma o altar ceremonial, llamada ahu en idioma rapanui, fueron posteriormente derribados por los isleños nativos en el período siguiente al cese de la construcción, en el siglo XV. Desde 1956 unos pocos de ellos han sido restaurados.
En un principio, estas estatuas gigantes llevaban también unos copetes o moños de piedra roja de más de diez toneladas llamados pukao, que se extraían del cráter de Puna Pau. Una vez tallado el mismo, debía ser elevado hasta la debida altura para colocarlos sobre las cabezas.
Con la restauración del ahu Nau-Nau en la playa de Anakena en 1978, se descubrió que, en las cavidades oculares, solían colocarse placas de coral a modo de ojos. Estas fueron retiradas, destruidas, enterradas o arrojadas al mar, en donde también se han encontrado. Esto concuerda con la teoría de que los mismos pobladores los derribaron, quizás durante guerras tribales.
Los primeros navegantes europeos que, a comienzos del siglo XVIII, llegaron a la Isla de Pascua no podían creer lo que estaban viendo. En esa pequeña área de tierra, descubrieron cientos de estatuas enormes por la superficie de toda la isla.

## Significado

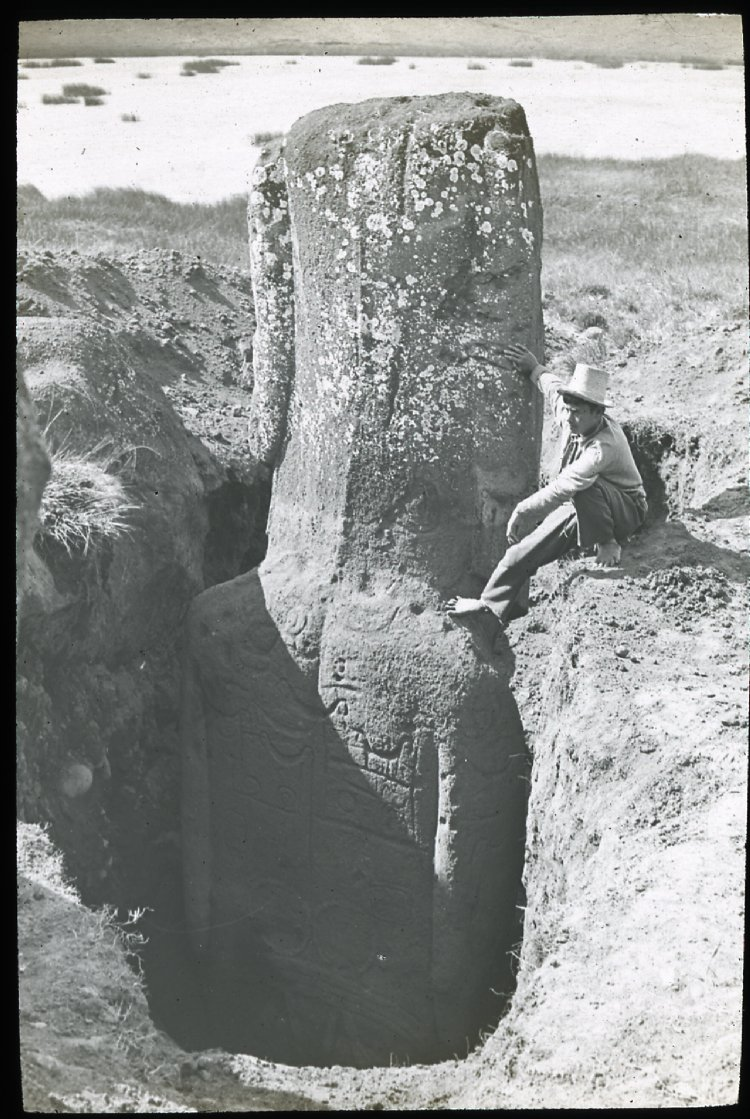
Petroglifos en la espalda de un moai excavado en 1914 o 1915.

El significado de los moáis es aún incierto, y hay varias teorías en torno a estas estatuas. La más común de ellas es que las estatuas fueron talladas por los habitantes polinesios de la isla, entre los siglos IX y XVI, como representaciones de antepasados difuntos, de manera que proyectaran su mana (poder sobrenatural) sobre sus descendientes.
Debían situarse sobre los ahu (plataformas ceremoniales) con sus rostros hacia el interior de la isla (excepto los siete situados en el Ahu Akivi y un moái de cuatro manos señalizando el solsticio de invierno en el Ahu Huri A Urenga) y, tras colocarles ojos de coral con pupila de obsidiana o roca volcánica roja, se convertían en aringa ora (‘rostro viviente’) de un ancestro —el nombre completo de las estatuas en el idioma local es aringa ora o te tupuna (‘rostros vivientes de los antepasados’)—.
Un estudio de Lipo, Matt Becker y Tanya Bronson, de la Universidad Estatal de California, Long Beach, sugiere que estas estatuas ceremoniales fueron colocadas para señalar los lugares donde se encontraba el agua potable, un recurso difícil de hallar en esa isla volcánica. Descubrieron que en los lugares donde no hay moáis tampoco hay agua dulce, y en los lugares donde hay moáis, incluso en el interior de la isla, hay fuentes cercanas de agua potable.

## Hipótesis sobre su construcción

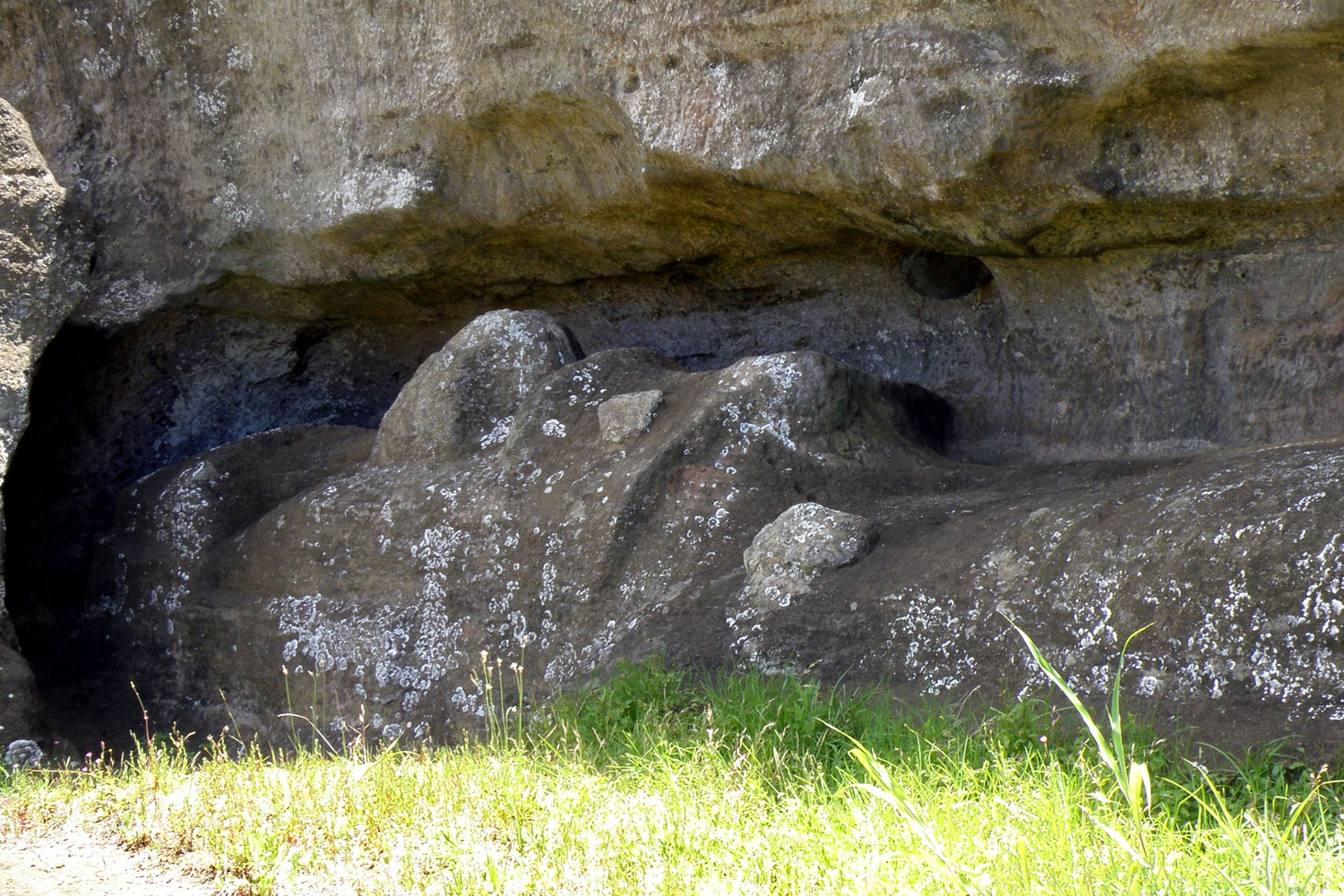
Moái en la cantera.

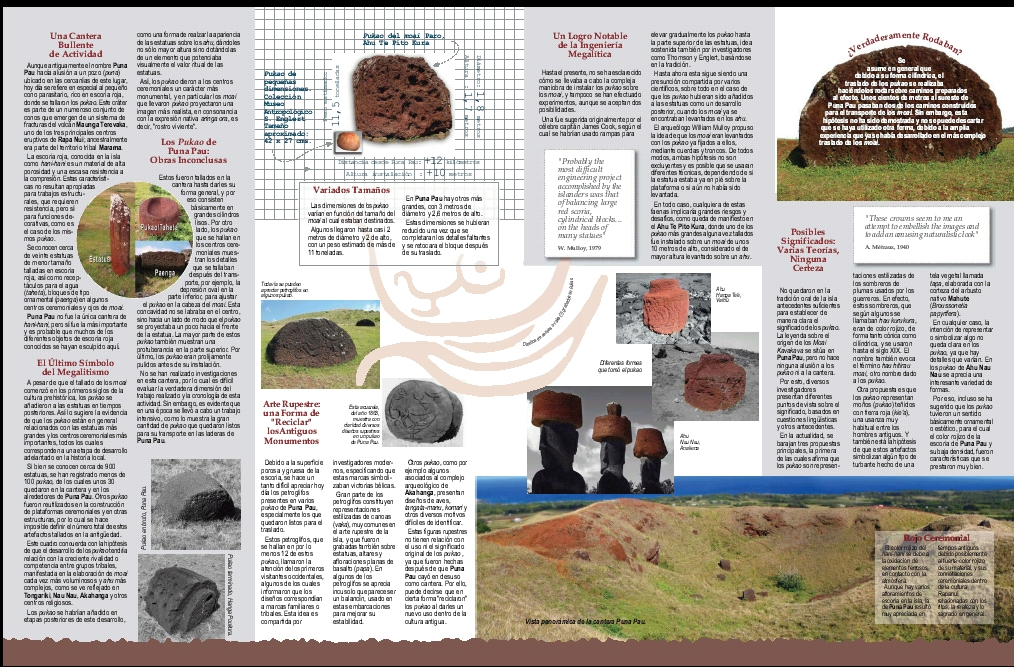
Folleto informativo

La roca volcánica se podía cortar con relativa facilidad con herramientas de basalto y obsidiana, dándoles su forma básica en la propia cantera. Posteriormente eran extraídas y semienterradas en las cercanías para esculpir los detalles.
No se sabe exactamente cómo eran trasladados, pero es casi seguro que dicho proceso exigió el uso de trineos o rodillos de madera. Una segunda teoría de 1982 del ingeniero checo Pavel Pavel, propone la solución más simple y práctica al traslado hasta el momento, balanceando su peso erguido y haciéndolo «caminar» (según la tradición, los moái «caminaban»), teoría puesta en práctica con un modelo de hormigón en la ciudad checa de Strakonice, y posteriormente experimentada en 1985 en la isla junto a Thor Heyerdahl y a Sergio Rapu, con un moái real, y usando materiales de la isla, posteriormente el arqueólogo Carl Lipo y el antropólogo Terry Hunt prueban nuevamente esta teoría con un modelo de hormigón rudimentario.
Durante el verano del año 2000, un equipo arqueológico estadounidense descubrió datos que sugieren la utilización de máquinas complejas en la isla hace siglos. El geólogo Charles M. Love y un equipo de diecisiete estudiantes excavaron secciones de las tres principales carreteras que sirvieron para transportar las estatuas gigantes. Parte de estas carreteras fue excavada originalmente en el lecho de roca de la isla, formado principalmente de roca volcánica de un tipo conocido como pahoehoe.

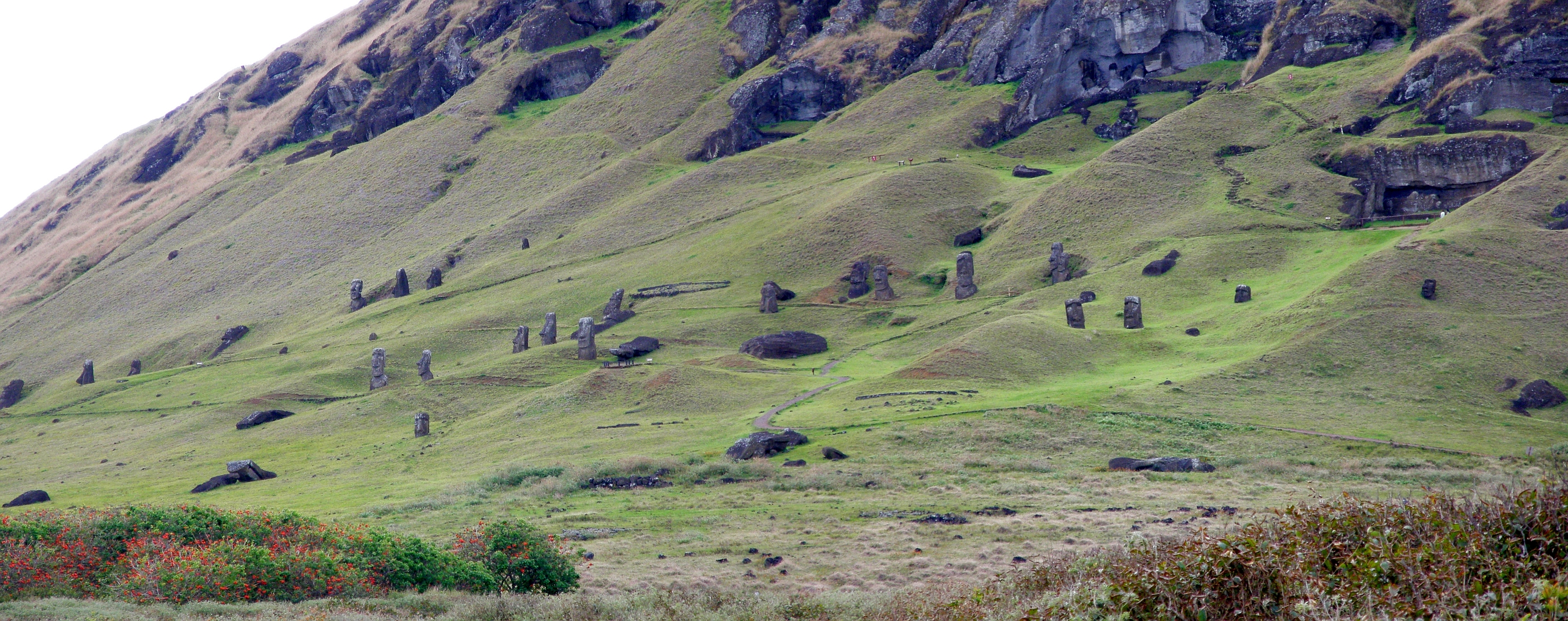
Cantera de moáis en Rano Raraku.

Curiosamente, las carreteras no son planas, sino que su sección muestra una forma característica en «V» o «U». Su anchura media es de 3,5 metros y se requiere un alto nivel de conocimiento ingenieril. En algunos tramos, las carreteras están flanqueadas por líneas de rocas.
Pero quizá lo más sorprendente es que estas rocas no están simplemente colocadas allí, sino encajadas en agujeros tallados en el lecho de roca que forma el suelo de la isla. Un detalle relevante es que este tipo de agujeros se da en los tramos en los que la carretera discurre cuesta arriba. El Dr. Love especula con la posibilidad de que estos agujeros fueran colocados allí para acomodar algún tipo de mecanismo ideado para ayudar a mover las gigantescas cabezas de piedra y salvar desniveles que, de otra manera, requerirían un notable esfuerzo.[cita requerida]
Estos agujeros, así como la curiosa forma en «V» de las carreteras, nos indican que aún existen importantes incógnitas sobre el sistema que emplearon los nativos de la isla de Pascua para erigir sus misteriosos moáis.

## Moáis y ahus significativos

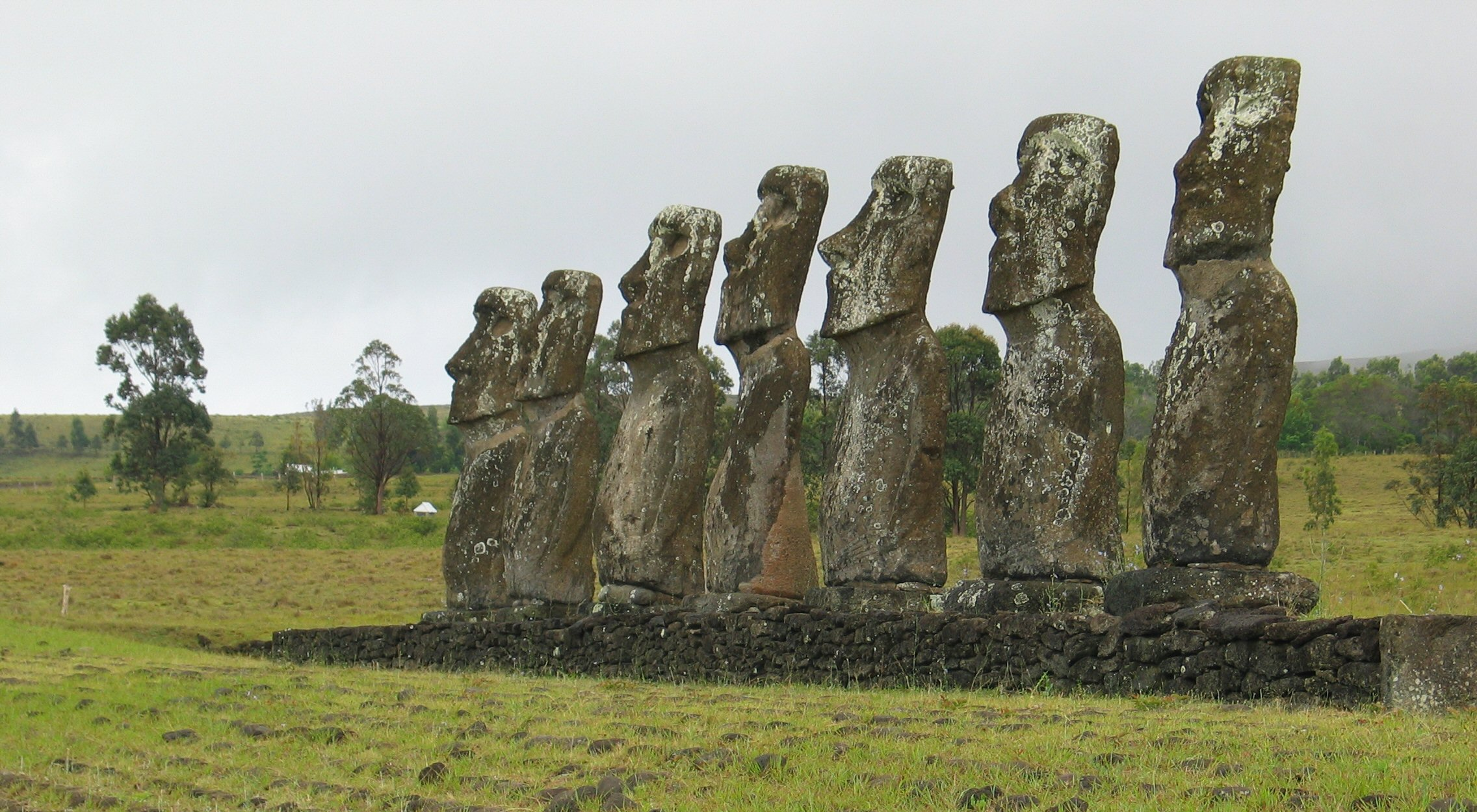
El ahu Akivi.

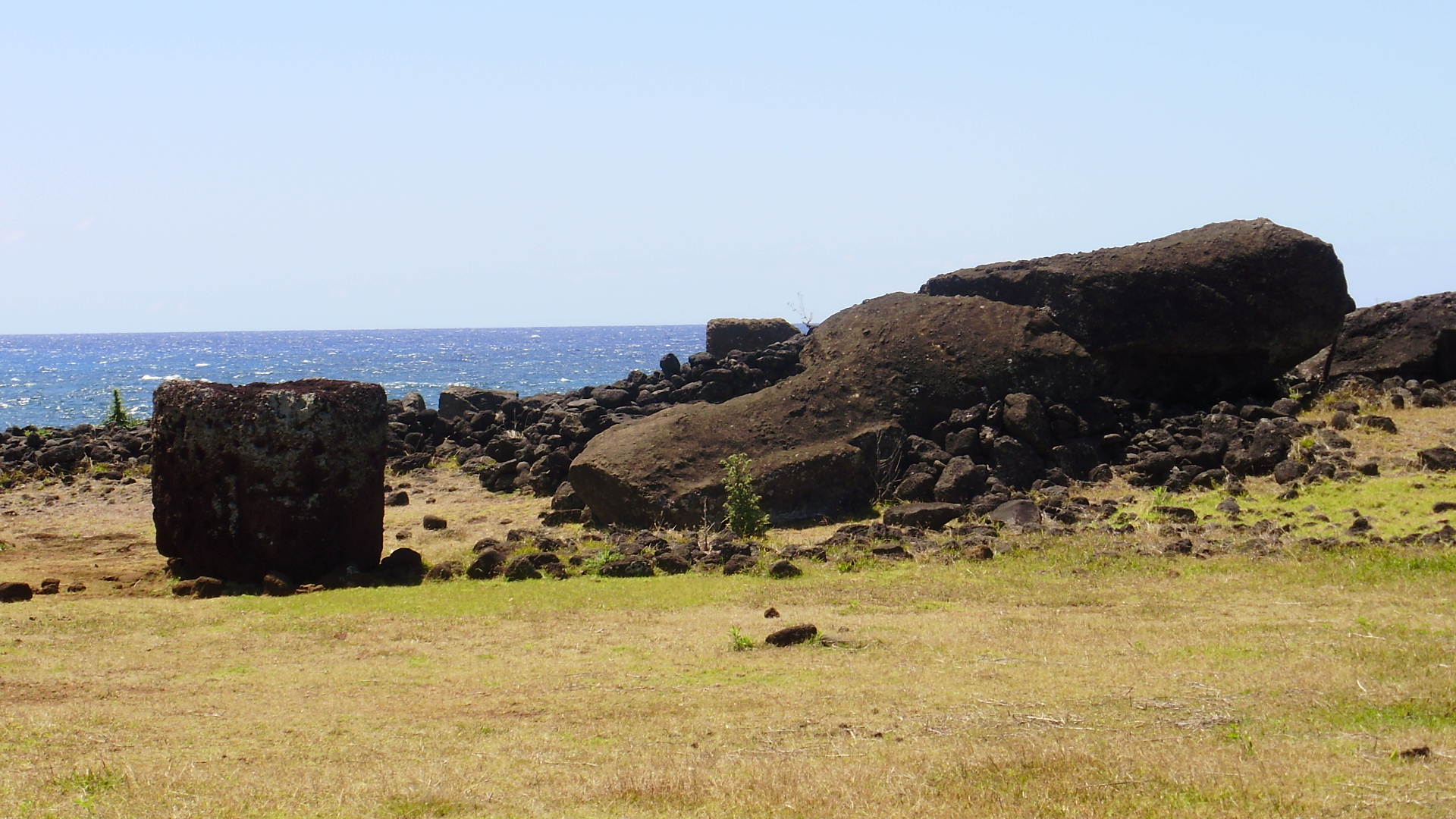
El moái Paro.

- El Ahu Akivi es un ahu con orientación astronómica muy precisa, el eje de la plataforma fue orientado de norte a sur, consiguiendo que los rostros de los moái miren exactamente hacia el punto donde el sol se pone durante el equinoccio de la primavera austral (21 de septiembre) y sus espaldas enfrentan al sol del amanecer durante el equinoccio de otoño (21 de marzo), es el único cuyos moáis miran al mar. Fue restaurado en 1960.
- El Ahu Vinapu está realizado con técnicas de construcción aparentemente semejantes a las incaicas como las de Cuzco.[6][2]
- El Moái Paro, es el moái más alto de entre todos los terminados, y se ubica en la plataforma Te pito kura, medía once metros y pesaba unas ochenta toneladas. Actualmente se encuentra derribado y seccionado en tres partes.
- En la cantera de Rano Raraku existe una estatua inconclusa de veintiún metros.
- El Ahu Tongariki es la mayor de las plataformas existentes, con doscientos metros de largo y quince moáis sobre él. Fue restaurado por el Instituto Isla de Pascua de la Universidad de Chile entre 1992 y 1997.
- En 1929 los habitantes de la isla le regalaron un moái al presidente Carlos Ibáñez del Campo, pero el mandatario se deshizo de él, ya que cuenta la leyenda que un asesor le comentó que traía mala suerte.[7]

## Tipos de moái

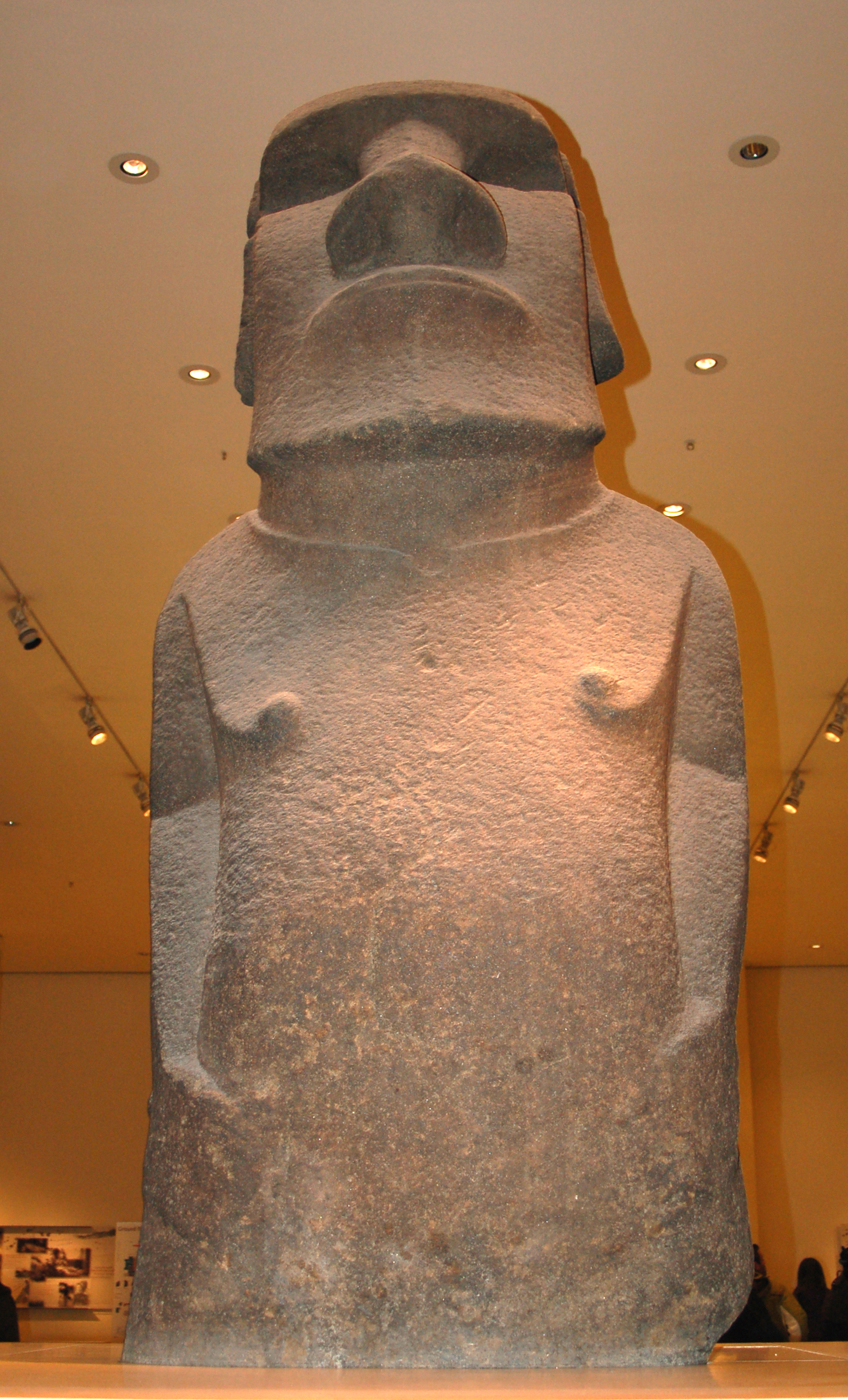
El moái Hoa Hakananai'a, en basalto, en exhibición en el Museo Británico.

De los aproximadamente novecientos moái en la Isla de Pascua, unos cuatrocientos se encuentran en la cantera de Rano Raraku, 288 vinculados a los ahu, y el resto disperso en distintos puntos de la isla, probablemente abandonados en la ruta hacia algún ahu.
Del total, más de ochocientos fueron tallados en la toba lapilli del Rano Raraku, veintidós en traquita blanca, dieciocho en escoria roja y diez en basalto.
La altura media de los moái es de unos 4,5 metros, pero los antiguos Rapa Nui fueron capaces de trabajar y trasladar dos estatuas de diez metros de altura.
El peso estándar ronda las cinco toneladas y no más de treinta a cuarenta estatuas pesan más de diez toneladas. Estas corresponden a la época de pleno desarrollo de la cultura rapanui llamada Período Ahu Moái, situado entre los años 1500 y 1600 d. C.
Existe una variada tipología de moái, respondiendo sin duda a una evolución en diseño —que se fue haciendo más estilizado y adornado a lo largo del tiempo—, tamaño, técnicas y materiales. Se pueden clasificar por altura de la siguiente forma:
| Nombre               | Ubicación        | Altura (en metros, sin pukao) | Peso (en toneladas) | Material     | Datación        | Estado                    |
| -------------------- | ---------------- | ----------------------------- | ------------------- | ------------ | --------------- | ------------------------- |
| Moái Escoria Roja    | Tahai            | 2                             |                     | Escoria roja | 700 d. C.       | En pie, restaurado        |
| Moái Hoa Hakananai'a | Londres (Orongo) | 2,42                          | 4                   | Basalto      |                 | En pie, pieza de museo    |
| Moái Ahu Akivi       | Ana Te Pahu      | 15                            | 3,59                | Toba Lapilli | 1500-1600 d. C. | En pie, restaurado        |
| Moái Tukuturi        | Rano Raraku      | 3,70                          | 10                  | Toba Lapilli | 500-600 d. C.   | En pie, restaurado        |
| Moái Ahu Vai Uri     | Tahai            | 4                             |                     | Toba Lapilli | 1200-1600 d. C. | En pie, restaurado        |
| Moái Ko Te Riku      | Tahai            | 5                             |                     | Toba Lapilli |                 | En pie, restaurado        |
| Moái Ahu Tongariki   | Hotu Iti         | 7                             |                     | Toba Lapilli |                 | En pie, restaurado        |
| Moái Paro            | Ahu Te Pito Kura | 9                             | 85                  | Toba Lapilli | 1500-1600 d. C. | Quebrado, derribado       |
| Moái Rano Raraku     | Rano Raraku      | 10                            |                     | Toba Lapilli | 1500-1600 d. C. | Semienterrado, en cantera |

### El más grande
En la cantera principal de Rano Raraku quedó inacabado aún en su nicho, un moái de 21,65 m, conocido como Te Tokanga (El Gigante), que habría llegado a pesar más de doscientas setenta toneladas, algo impensable aún para la tecnología moderna. La tradición isleña sostiene que este Moái estaba destinado al Ahu Vinapu.
Las estatuas de mayor tamaño se encuentran abandonadas en la ladera de la cantera, lo que demuestra que la sociedad rapanui estaba embarcada en una competencia que finalmente se resuelve abandonando estas construcciones monumentales.

### El más antiguo
El moái Tukuturi, el más antiguo, fue descubierto por Thor Heyerdahl en 1955, se trata de una figura femenina en posición sentada o arrodillada y con la cabeza ligeramente elevada hacia el cielo, las manos se encuentran en posición de orar. Único en su forma, fue datado aproximadamente en el siglo VI (500-600 d. C.).

### Moái Kava-Kava
Se trata de una figura masculina tallada en madera, originalmente de toromiro, esquelética con vientre hundido y prominentes costillas, que es precisamente lo que significa la palabra rapanui «Kava Kava» (costillas). El tronco es largo y las extremidades cortas con pies pequeños. El rostro es afilado, de mejillas finas y perfil aguileño y suele acabar en una pequeña barba. Tiene orejas largas y puntiagudas y los ojos aparecen muy abiertos con expresión de espanto y están hechos de hueso y obsidiana. Algunas tienen altorrelieves en el cráneo, otras presentan una especie de casco o sombrero y a veces aparecen adornadas con cabellos humanos. También es uno de los suvenires más reconocidos de la isla después de los colosales moáis.
Según la mitología de la isla, esta figura representaría el aspecto de los espíritus o Aku-Aku avistados en Puna Pau por el ariki Tu’u Koihu, hijo mayor de Hotu Matu’a, por los cuales era vigilado y no podía contar sobre ellos, por lo que talló a las descarnadas figuras en madera.

### Moái Papa’a
Versión femenina del moái Kava-Kava, muy similar en forma, pero con leves variaciones, como costillas poco prominentes de aspecto más plano, senos colgantes, y carecen de curvas femeninas, tienen un aspecto bastante masculino porque son enjutas, calvas y hasta con pequeñas barbas.

### Moái Tangata
Figura masculina, de proporciones y rasgos prácticamente humanos, pero totalmente opuesta a la figura del moái Kava-Kava, posee vientre prominente y la cabeza aumentada.

### Moái Tangata Manu
Figura masculina que posee las mismas características estéticas del moái Kava-Kava aunque con una cabeza aviforme con un prominente pico.

## Galería

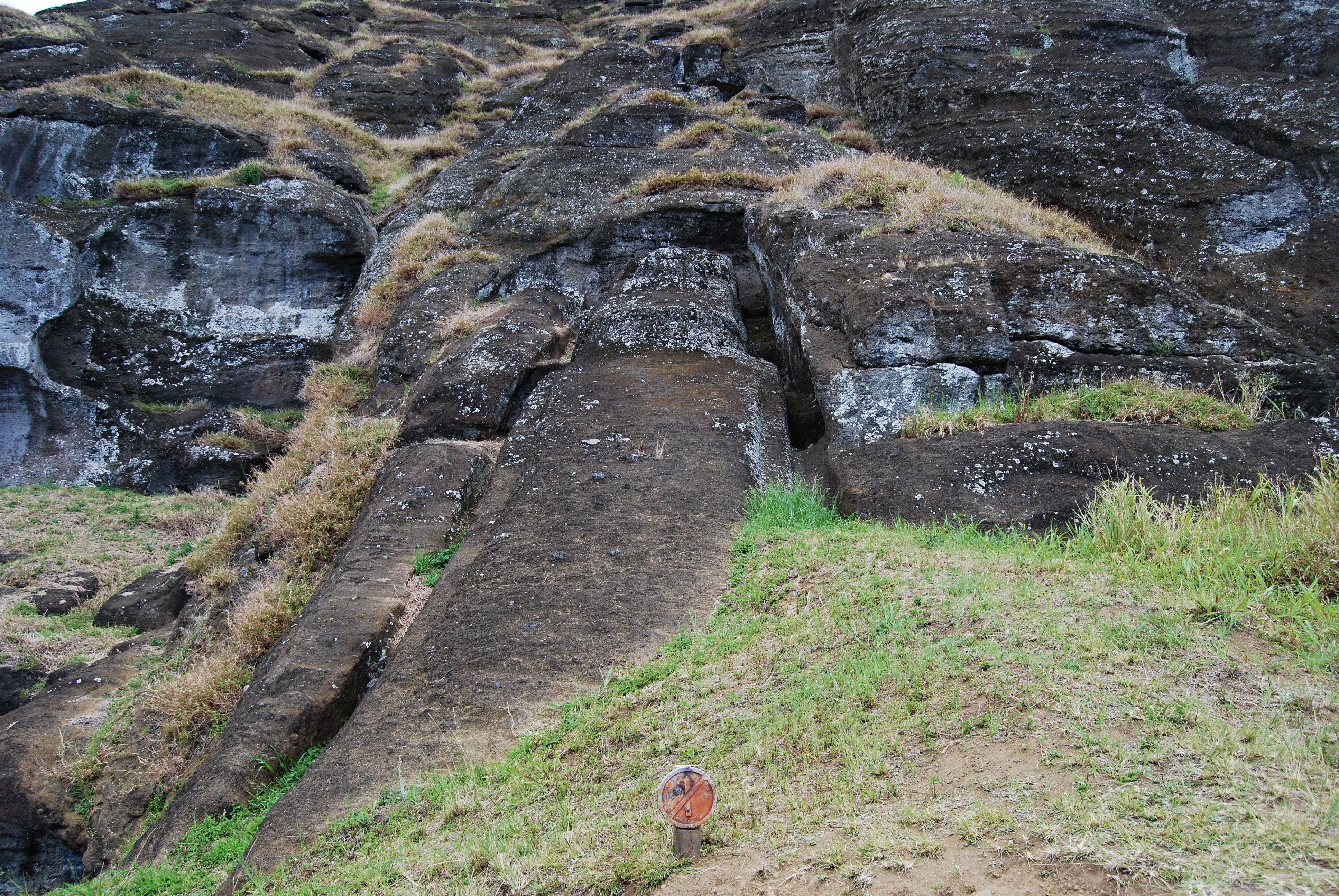
Moái Te Tokanga (El Gigante)
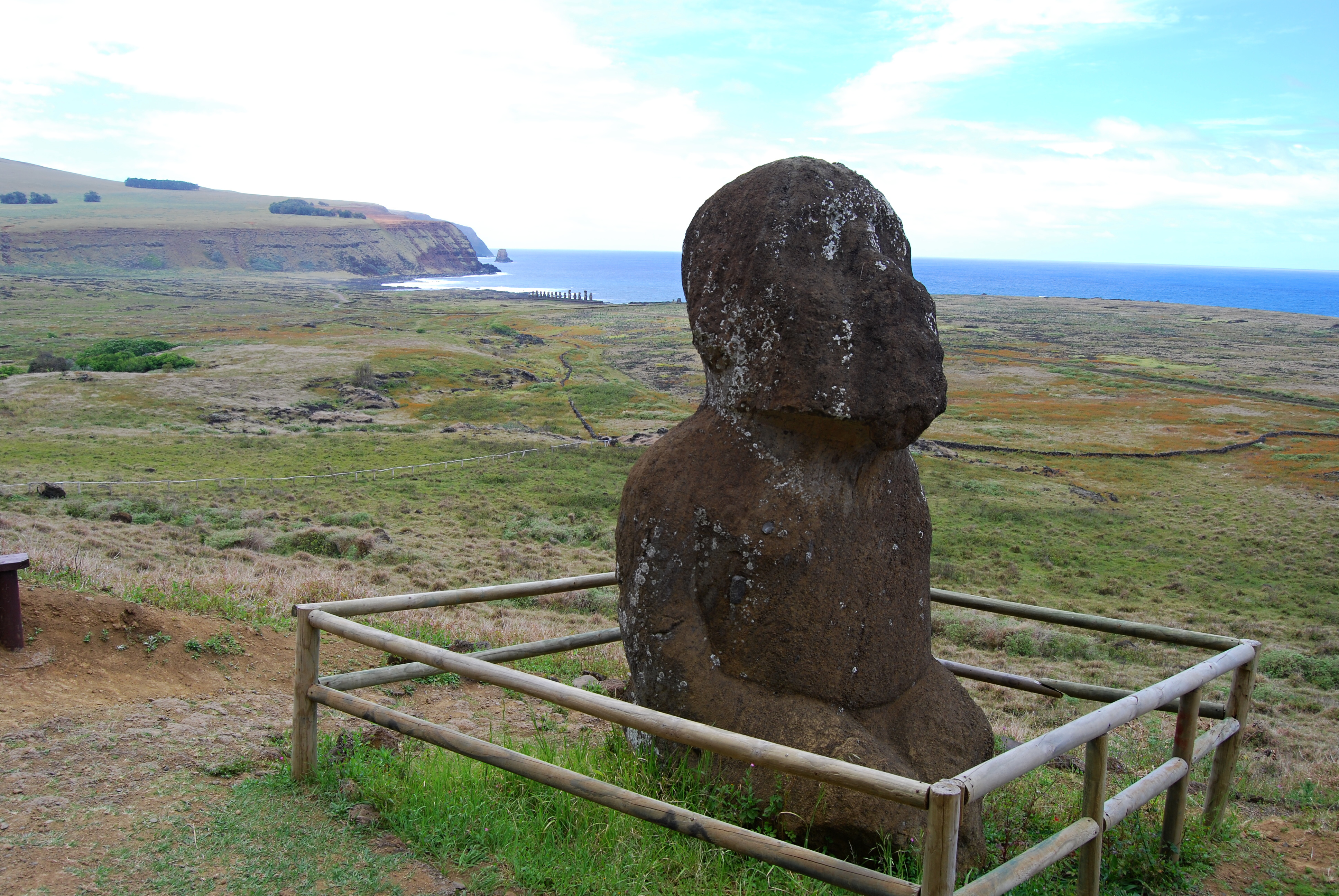
Moái Tukuturi, el más antiguo
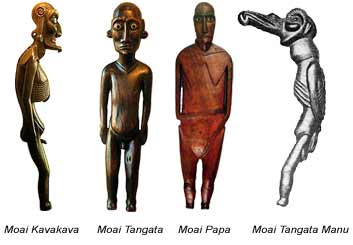
Distintos tipos de moái labrados en madera
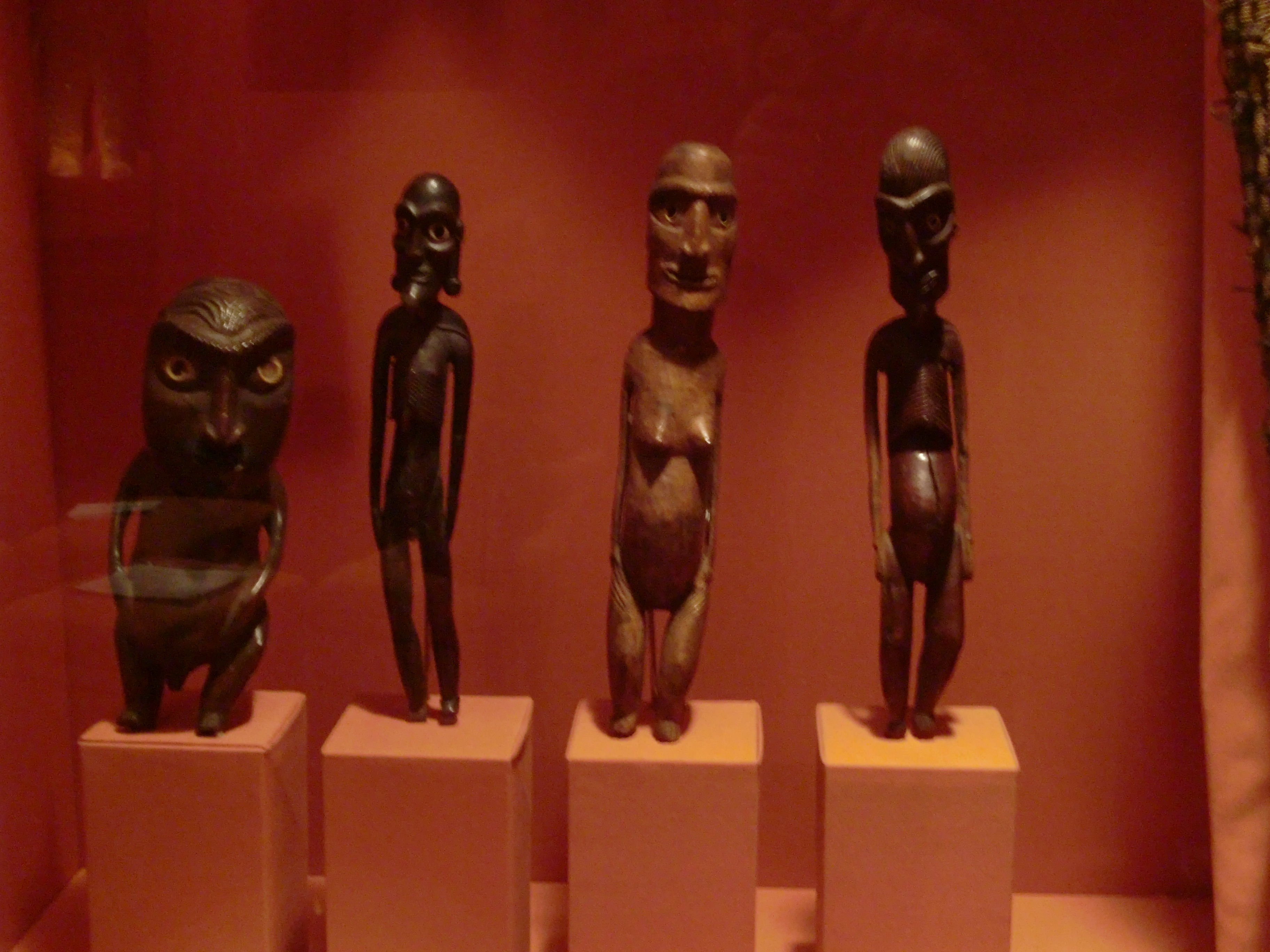
Moái Kava-kava
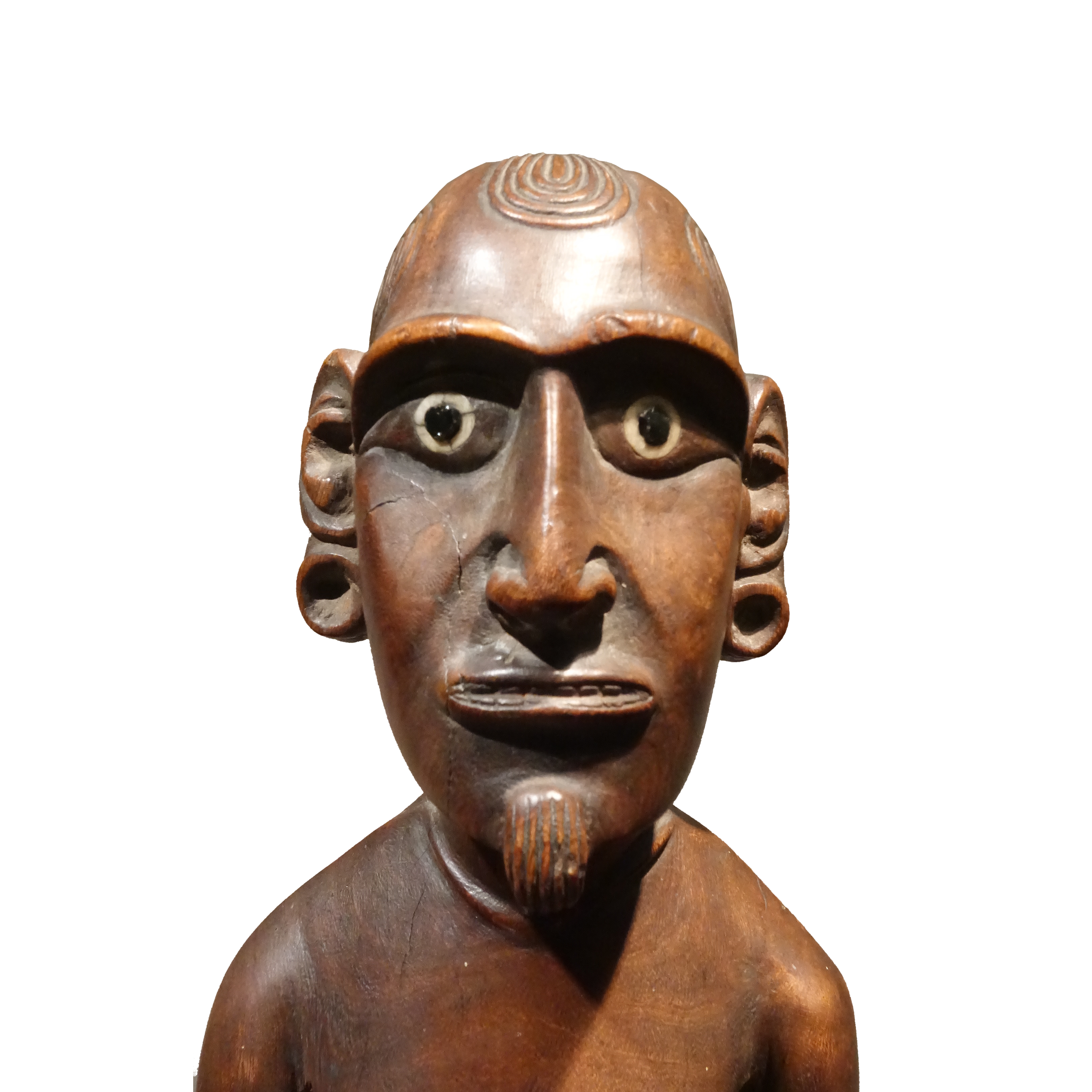
Detalle moái Tangata
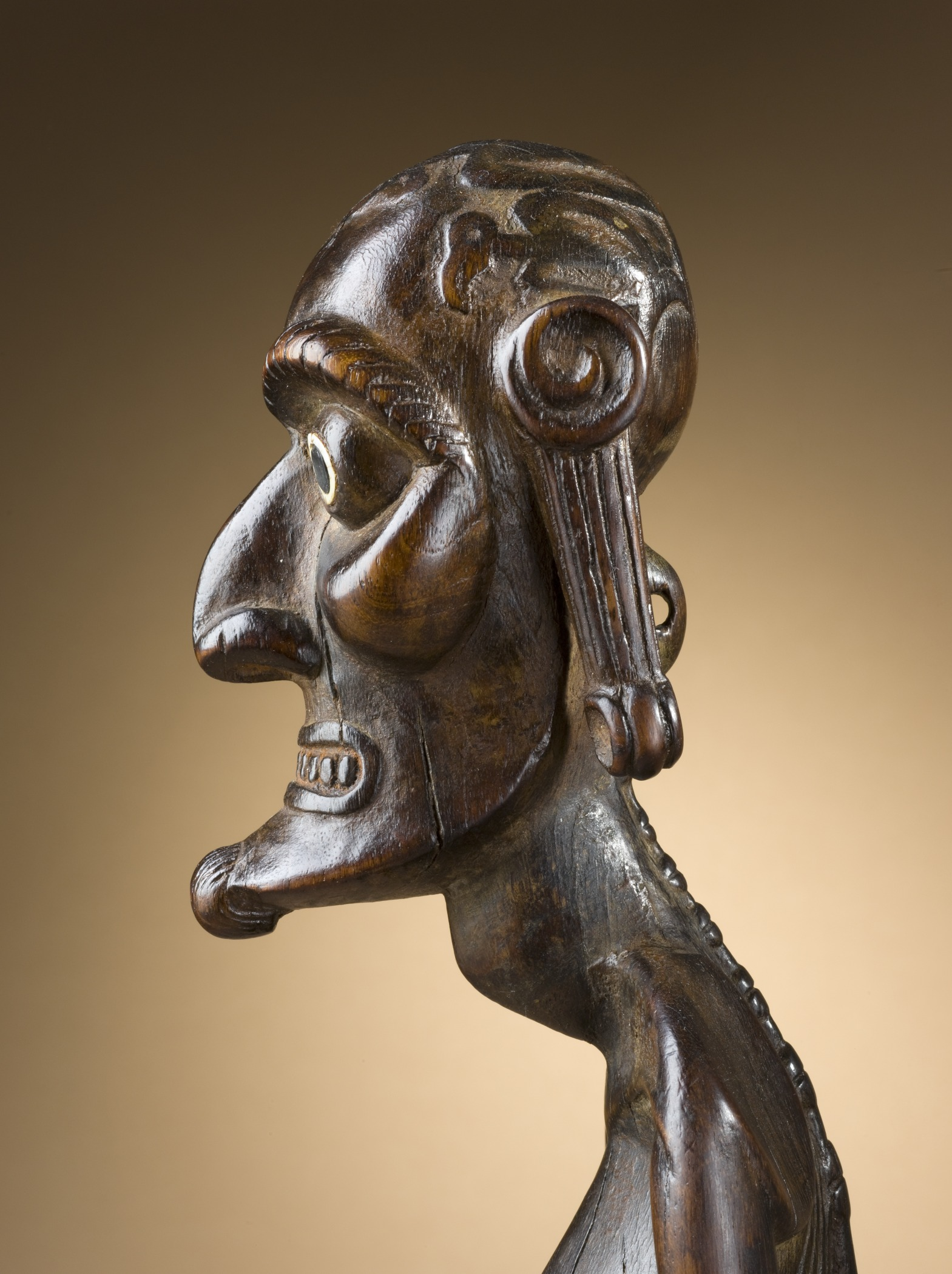
Detalle cara moái Kava-Kava

## En la cultura popular
- El moái ha pasado a la cultura popular, convirtiéndose en uno de los enemigos estrella de los videojuegos Gradius[11][12] y Arkanoid,[13] entre otros.[14][15]

- En la película Rapa Nui (1994), se atribuye a su construcción la caída de la sociedad pascuense y la revolución de los Orejas cortas.[16]

- El personaje de Bob Esponja, Calamardo Tentáculos, reside en un moái.

- En la saga de videojuegos Pokémon, el Pokémon Nosepass y su evolución Probopass están inspirados en un moái.

- En el manga/anime Love Hina, durante la búsqueda de la isla Pararakelse para encontrar a Naru y Keitarou, Shinobu, Sarah y Kaolla llegan por error a la isla de Pascua, y Kaolla grita al darse cuenta: "¡moái, moái!"

- La película de animación chilena Ogú y Mampato en Rapa Nui está ambientada en la Isla de Pascua, donde se nos da una explicación razonable de la antigua cultura del pueblo rapanui.

- A Alex Pereira, peleador de artes marciales mixtas, se le suele asociar con el moái por su apariencia facial o por el sobrenombre con el que se presenta (Poatan, que significa «mano de piedra»).[17]
- En 2010, el emoji del moái (🗿) fue incluido en Unicode en la versión 6.0.